# Pieter-Adam Van Dinter
Pieter Adam van Dinter (Tegelen, 10 januari 1808 – Maaseik, 4 juli 1887) was een Belgisch orgelbouwer, die zich achtereenvolgens vestigde in Sint-Truiden, Tienen en Maaseik.

## Levensloop
Vermoedelijk leerde Pieter Adam het orgelbouwersvak bij zijn vader Petrus Franciscus van Dinter (Rotterdam, 26 juni 1785 - Tegelen, 18 juli 1853, doorgaans Pieter Frans van Dinter genoemd.  Nadat vader Petrus Franciscus eerst wordt vernoemd als rentenier, particulier en cabaretier (herbergier), wordt hij in 1822 orgelmaker genoemd. Petrus Franciscus kreeg tien kinderen, van wie er verschillende actief zijn geweest in de orgelbouw. De twee belangrijkste zijn Pieter Adam Hubertus van Dinter (uit eerste huwelijk) en Mathias Hermanus van Dinter (uit tweede huwelijk).
Rond 1840 vestigde Pieter Adam zich in Sint-Truiden.  Van 1847 tot 1857 was zijn atelier in Tienen gevestigd (Varkensmarkt 188). Vanaf 1857 bracht hij zijn atelier over naar Maaseik (Capucienstraat 9).
Men gaat ervan uit dat Pieter Adam met orgelbouwer Arnold Clerinx heeft samengewerkt die zich in 1838 als zelfstandig orgelmaker te Sint-Truiden vestigde. Clerinx zou zijn opleiding eveneens bij vader Pieter Frans van Dinter genoten hebben. De nauwe band tussen beide orgelmakers blijkt ook uit hun werk, want van alle Limburgse orgelbouwers uit de 19de eeuw leunt het oeuvre van Pieter adam van Dinter het dichtst aan bij dat van Clerinx. Beide orgelbouwers bouwen in een classicistische orgelbouwstijl. Dat Pieter Adam van Dinter desondanks een eigen stijl ontwikkelde, blijkt duidelijk uit het concept van het imposante orgel in de begijnhofkerk te Tienen met 30 registers, dat dateerde uit circa 1853, maar helaas in 1976 verwoest werd door brand.  Het orgel van de Sint-Martinuskerk in Kortrijk, dat uit 1854 stamde en met 47 registers nog grootser van opzet was, ging reeds in 1862 in vlammen op.

## Werklijst orgels
Een selectie van enkele van zijn bekende orgels:
- 1843/1846: orgel in de collegiale Sint-Catharinakerk te Maaseik
- 1850: Tienen Grauwzusters, nieuw orgel
- 1856: orgel in de kerk te Diepenbeek, sterk getransformeerd
- vóór 1857: Onze-Lieve-Vrouw van de Rozenkranskerk (Ransberg)
- 1858: orgel in de Onze-Lieve-Vrouw-ter-Engelenkerk te Maaseik
- 1861: orgel in de kerk te Uikhoven, sterk getransformeerd
- Sint-Lambertuskerk (Groot-Overlaar)
- Tienen Dominicanen
- 1858: Grevenbicht (Nederland)
- 1858: Maaseik Soeurs de Charité
- orgel in de kerk te Elen, sterk getransformeerd
- 1860: Vielsalm
- 1860: Beesel
- 1865: orgel in de kerk van Rozebeke
- vóór 1866: voormalig ursulinenklooster te Maaseik